# 뉴올리언스 뮤니시펄 오디토리움
뉴올리언스 뮤니시펄 오디토리움(영어: New Orleans Municipal Auditorium)은 미국 루이지애나주 뉴올리언스에 위치한 실내 경기장이다. 과거 NBA 뉴올리언스 재즈와 ABA 뉴올리언스 버커니어스 그리고 ECHL 뉴올리언스 브라스의 홈경기장으로 사용했다.